# Grąbkowo (Poméranie)
Pour les articles homonymes, voir Grąbkowo.
Grąbkowo est une localité polonaise de la gmina rurale de Potęgowo située dans le powiat de Słupsk en voïvodie de Poméranie. Elle se trouve à environ 30 km à l'est de Słupsk et 76 km à l'ouest de la capitale régionale Gdańsk.

## Géographie

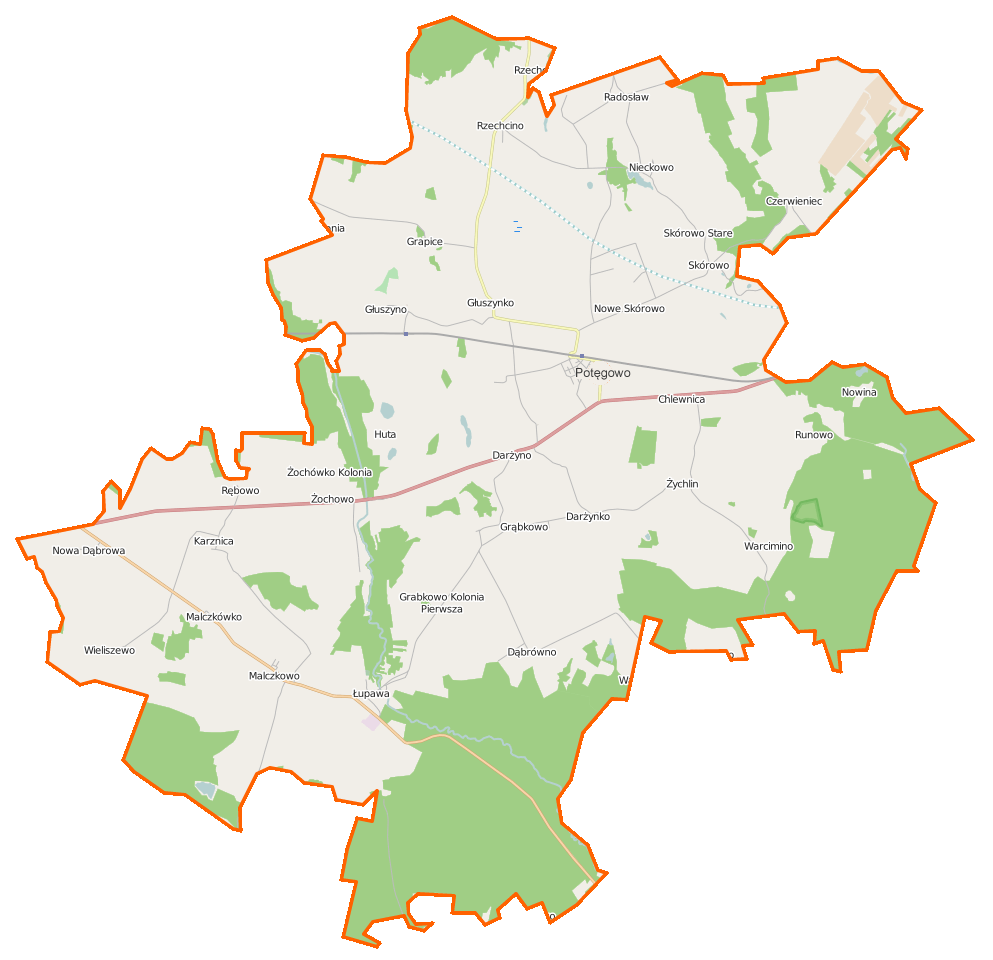
Carte de la gmina de Potęgowo.

## Histoire
De 1648 à 1945, Grumbkow fait partie de l'arrondissement de Stolp dans le district de Köslin au sein de la province de Poméranie.